# Армяне в Краснодарском крае

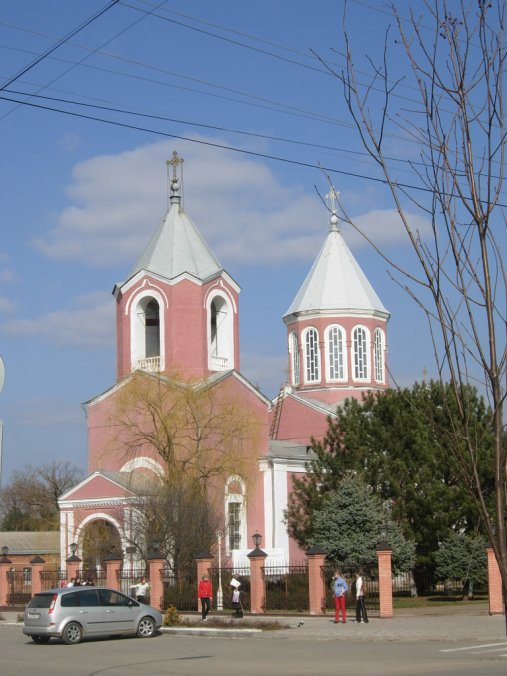
Армянская Апостольская церковь в городе Армавир

Армяне в Краснодарском крае (арм. Հայերը Կրասնոդարի երկրամասում) — крупнейшая армянская община России.

## История
Хотя армянское население на территории края известно по крайней мере с I века до н. э. (в связи с пребыванием многотысячных армянских легионов Тиграна Великого на охране окраин Понтийского царства Митридата VI), современная региональная группа кубанских армян формировалась на протяжении последних 1 тысячи лет, в результате трех крупных миграционных потоков: X—XV вв., 1860—1916 гг. и последняя волна имела место после распада СССР. Так, примерно 15 % общины живёт в крае со времен Средневековья (X—XV вв.), в связи с падением древнего Армянского царства Багратидов и захватом турками Крыма, к тем, что поселились в регионе между 1860—1916 гг., относятся 46 % общины, как правило это были армяне из Трапезундского вилайета Османской Империи и лишь оставшиеся 39 % относятся к так называемым «новым поселенцам», которые обосновались в Краснодарском крае в советские и постсоветские годы.
На территории края находятся несколько сот армянских сёл и действуют около двух десятков армянских церквей.

### Армянский национальный район

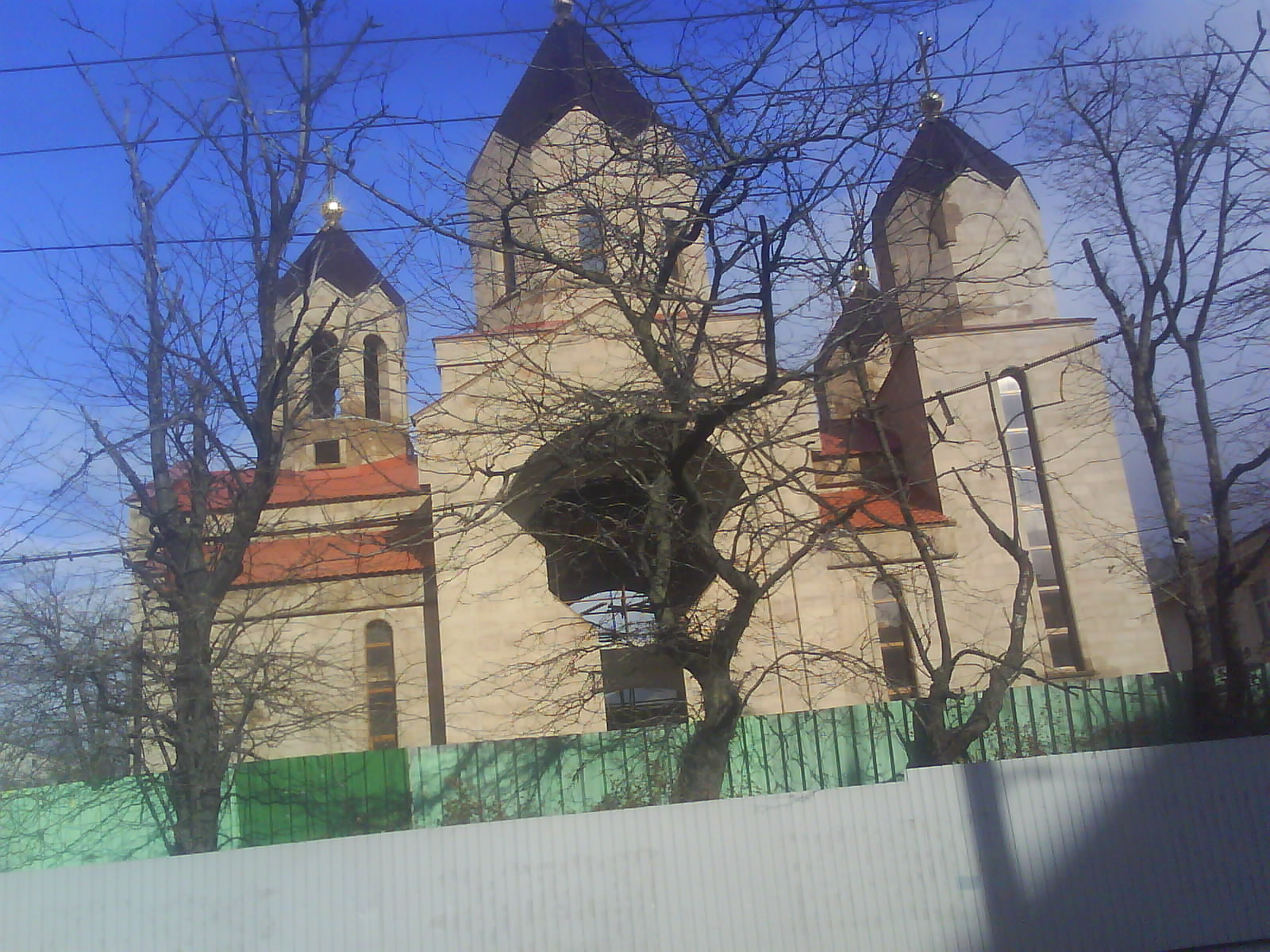
Внешний вид церкви Святого Григория Просветителя в Новороссийске

Армянский национальный район — национальный район в составе Краснодарского края (в 1925—1934 — Северо-Кавказского, в 1934—1937 Азово-Черноморского).
Был образован 10 марта 1925 года на территории, населённой преимущественно армянами. Центром района было назначено село Елисаветпольское. Первоначально Армянский национальный район входил в Майкопский округ. В 1930 году окружное деление было упразднено.
С конца 1930-х годов термин «национальный район» перестаёт употребляться, и район называется просто Армянским.
С 1943 по 1946 год центром района было село Черниговское.
В 1953 году район был упразднён, а его территория разделена между соседними районами.

## Численность

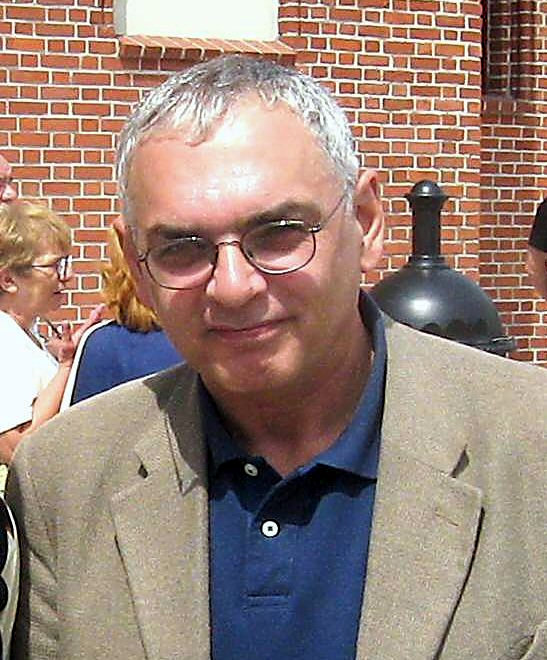
Карен Георгиевич Шахназаров

Согласно переписи 1989 года, в Краснодарском крае проживало свыше 182 тыс. армян (34,2 % от общей численности армян в РСФСР), согласно переписи 2002 года — ок.  7 млн. (24,3 % от общей численности армян в Российской Федерации, 5,4 % населения края).
При этом, в Туапсинском районе армянское население составляет 21 %, в Большом Сочи — 20,2 %, более 10 % населения армяне составляют в городе Белореченске, в Анапском и Апшеронском районах.
В период между переписями населения 1989 и 2002 годов армяне стали второй по численности после русских этнической общностью Краснодарского края (в 1989 году второе место после русских занимали украинцы).
Однако по неофициальным данным, реальная численность армян в крае значительно больше официальных. Так, например, приводятся цифры от 500 тысяч до 1 миллиона. По данным главы Союза Армян России Ара Абрамяна, в Краснодарском крае живёт от 650 тысяч до 700 тысяч армян.
При этом, армянское население края — это не однородная масса, а представляет собой конгломерат различных субэтнических групп, имеющих разную историю своего появления на территории современного Краснодарского края. Главным образом можно выделить 3 группы армян : закубанские, амшенские и переселенческие, или «новые». Говоря о численности каждой из групп, приводят следующие цифры :
- Закубанские армяне (или черкесогаи) — субэтническая группа армян, поселившихся на территории современного Краснодарского края в 10-15 веках. их численность оценивается в 100 тысяч человек, или 15 % от общей численности местных армян.
- Амшенские армяне — субэтническая группа армян, поселившихся на территории края между 1860—1916 гг. их численность оценивается в 300 тысяч человек, или 46 % от общей численности общины.
- Переселенческие (или новые) армяне — группы этнических армян, поселившихся в крае в основном в 1990-е гг., главным образом беженцы или вынужденные иммигранты из республик Закавказья (Азербайджан, Нагорный Карабах, Абхазия, Грузия, Армения) и других регионов бывшего СССР (Чечня, Астрахань, Ростов-на-Дону и т. д.). Общая численность этой группы армян, оценивается в 250 тысяч человек, что составляет 38 % местного армянского населения.

## Классификация
М. В. Савва считает возможным выделить следующие специфические подгруппы армян Кубани:
- Старожильческие группы:
  - Черкесогаи;
  - Амшенцы;
  - Хемшилы;
- Переселенческие группы:
  - переселенцы из Абхазии (потомки старожильческих групп амшенских армян, живут в основном в Сочинском районе); для них характерно наличие давних прямых контактов с армянами на российской территории, сходство занятий, ценностей и языковая идентичность, что максимально облегчило их адаптацию к новой социальной среде;
  - беженцы из Азербайджана (который для многих беженцев и переселенцев стал своего рода транзитным пунктом), подразделяются по географии исхода на бакинцев, сумгаитцев, кировабадцев и др.;
  - переселенцы из Грузии — из Ахалкалакского, Богдановского (франги, эрзерумцы) и Ахалцихского районов и в небольшом количестве — из Тбилиси. Ахалцихский и Ниноцминдский муниципалитеты Грузии до сих пор остаются местами компактного проживания армян, в том числе армяно-католического населения (в большинстве своём они были переселены туда после Адрианопольского мирного договора 1829 года), а в Ахалкалакском районе армянское население составляет этническое большинство (выходцы из Эрзерума). В Краснодарском крае ахалкалакские армяне поселились в станице Казанской, в Гулькевичах, Кропоткине, Тимашёвске;
  - переселенцы из Армении и из Нагорного Карабаха, покинувшие родные места в основном из-за тяжёлых условий жизни, порождённых транспортной, энергетической и торговой блокадой, сохраняющейся со времён Первой карабахской войны; часть армян — это пострадавшие от землетрясения 7 декабря 1988 года (районы Ленинакана и Спитака), принятые местными властями в гостиницах и санаториях Геленджика, Анапы, Туапсе и города Краснодара;
  - переселенцы из Средней Азии — изначально это выходцы из Нагорного Карабаха, Зангезурского и Горисского районов Армении, вынужденные уехать в Россию в результате ксенофобного давления, которому они подверглись в постсоветских республиках; в эту группу можно отнести и беженцев и переселенцев из Грозного (Чечня).

## По городам

### Краснодар
В Краснодаре действуют: Региональная армянская национально-культурная автономия Краснодарского края (бывшая Пашковская армянская община), Региональное отделение САР и другие организации. Краснодар является центром Краснодарской и Северокавказской епархии Святой Армянской Апостольской Православной Церкви (до 2022 года называлась Епархия Юга России ААЦ).

### Новороссийск
История армянской общины Новороссийска уходит своими корнями к основанию города. Одним из его основателей, адмирал Серебряков (Арцатагорцян), имел армянское происхождение. 
В городе действует три армянских общества «Луйс», «Дар» (Дружба армян России) и отделение Союза армян России. Выпускается ежемесячная газета «Луйс», действуют молодёжные кружки пения, танцев, работает воскресная армянская школа, а также строится большая Армянская церковь в районе Мефодиевки. Многие армянские бизнесмены занимаются меценатством и благотворительностью, помогая детским садам, школам, университетам, финансируя строительство культурных памятников (таких, как, например, памятник основателям города на набережной Серебрякова). Также в городе Новороссийске существуют две армянские некоммерческие организации: Международное армяно-казачье объединение дружбы и сотрудничества (МАКО ДС) и Фонд по реставрации памятников ВОВ имени Героя Советского Союза Унана Аветисяна.
В Новороссийске имеется армянское село Победа.

### Сочи

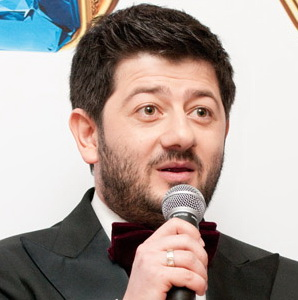
Михаил Галустян

Первые армяне-переселенцы появились в Сочинском округе в 1882 году. Это были беженцы из Турции. В дальнейшем было ещё несколько потоков беженцев, особенно значительные относятся к 1905 году и периоду Первой мировой войны.
После Спитакского землетрясения число армян в городе также выросло.
В городе действует Краснодарская Краевая Общественная Организация «Армянская диаспора Святой Саркис», основанная в 1992 году братьями Арменом и Амбарцумом Мхитарянами, которые руководят организацией по настоящее время. Основными целями деятельности организации являются содействие национальному и духовному возрождению, сохранению и развитию языка, культуры и традиций армянского народа. В п. Калиновка Лазаревского района г. Сочи с 1993 года организация возводит комплекс Армянской Апостольской Церкви Святого Саркиса. Фундамент Церкви был торжественно Освящен 5 октября 1993 года Главой Ново-Нахичеванской и Российской Епархии Архиепископом Тираном Курегяном. Храм возведён в 2011 году.
В таких крупных сочинских сёлах как Весёлое, Черешня, Калиновка, Вишнёвка, Волковка, Высокое, Горное Лоо, Нижняя Шиловка, Верхневесёлое, Барановка, Верхний Юрт, Краевско-Армянское и др., армяне составляют более половины населения.

### Туапсе
Первые армяне поселились в Туапсе в XI веке и уже к XV веку, на территории района сформировалась крупная армянская колония, с собственной административно-правовой системой. В колонии насчитывалось 9 населённых пунктов. Армяне в Туапсе занимались в основном земледелием, хотя имелись так же ремесленники и купцы. С вхождением района в состав Российской империи в XIX веке, большинство местного армянского населения значительно ассимилировалось в русской среде. В конце XIX века в район прибывают армяне из Черноморского побережья Малой Азии.
В Туапсинском районе имеются армянские сёла, в числе которых Пляхо, Подхребтовое, Гойтх, Терзиян, Тенгинка, Лермонтово , Шаумян, Островская Щель и другие.
- По официальным данным на 2002 год, в Туапсинском районе проживало 12859 армян, что составляло 20,99 % населения района.

### Темрюк
На территории Темрюка армяне обосновались в X—XIII вв., так, например, в Темрюкском музее хранятся два мраморных обломка одной плиты — хачкара, датируемые XIII — первой половиной XIV вв.

Посетивший регион в XVIII веке Иоганн Тунманн говоря о поселении отмечал:
Темрук, маленький город на северо-востоке от Тамани; он лежит на том рукаве Кубани, который получил название от этого Темрука и неподалёку отсюда впадает в Азовское море. Он ведет довольно значительную торговлю. Жители его частью ясы, частью греки, евреи и армяне; они с давнего времени платили дань крымскому хану. Он немного укреплен, но в течение двух последних столетий очень страдал от набегов донских казаков. Как кажется, его основали черкассы в монгольский период. Он ни в коем случае не древняя Таматарха
В XIX веке, а также в начале XX века, число местных армян возросло за счёт армян-амшенцев из провинции Трапезунд Османской империи. В 1990-е гг., в Темрюк прибыли несколько сотен армянских семей из конфликтных зон Кавказа и Закавказья.
- По данным местной армянской общины, в Темрюкском районе проживает ок. 20 тысяч армян, что составляет ок. 15 % населения района.

### Армавир
В Закубанье большинство армян переселилось в XV веке из Крыма, где к тому времени окончательно сформировалось вассальное Турции Крымское ханство и условия для проживания преобладавших там некогда христиан (греки-румеи, армяне, крымские готы) резко ухудшились. В 1475 г., когда турки окончательно захватили Крым и стали истреблять мирное население, армяне начали активно эмигрировать, при этом часть из них нашла убежище среди адыгов и абхазов, в то время ещё христиан или язычников. Армяне-переселенцы, прожив в горах 300 лет, переняли язык, нравы, обычаи, особенности быта, весь уклад жизни адыгов, среди которых они поселились, однако сохранили своё этническое самосознание и христианскую веру — армяно-григорианскую, близкую к русскому православию. В результате взаимопроникновения двух культур сформировалась новая этническая группа черкесогаев — горских армян (черкесогаев).
C конца XVIII века среди адыгов стал распространяться ислам, и для горских армян возникла угроза потери национальной религии. В конце 1836 года они обратились к начальнику Кубанской линии генерал-майору барону Г. Ф. фон Зассу с просьбой «принять их под покровительство России и дать им средства поселиться вблизи русских». В 1837 году по решению российского генерала на левом берегу Кубани, против станицы Прочноокопской, возник небольшой аул горских армян.
В 1839 году поселение черкесогаев переместилось ближе к устью реки Уруп. Этот год считается официальной датой появления Армавира, первоначальное название которого было Армянский аул. Аул с трёх сторон был окружён глубоким рвом шириной 2,5 метра и валом. С четвёртой стороны протекала река Кубань, ставшая естественной границей Армавира. Границы поселения несколько раз изменялись в связи с тем, что с гор переселялись всё новые и новые семьи. В первые годы в ауле обосновалось 120 семей, а к 1840 году их количество увеличилось до четырёхсот. Помимо горских армян в поселении проживало несколько сотен крепостных горцев (в 1859 году их было 753 человека). Жизнь черкесогаев на новом месте протекала по тем же законам родового быта, которого они придерживались в горах. Селение было разбито на кварталы, в которых селились семьями, вышедшими из одних и тех же аулов.
В 1848 году поселение получило официальное название Армавирский аул в честь древней армянской столицы Армавира. 
В 1875 году через Армавир была проложена Владикавказская железная дорога. В 1876 году аул получил статус села. В 1908 году было начато строительство «Армавир-Туапсинской железной дороги».
23 марта (5 апреля) 1914 года «Высочайше утверждённым положением Совета министров» село было преобразовано в город.

### Анапа
Анапа была присоединена к России в 1829 году в ходе многолетнего штурма турецкой крепости русской армией . Решающую роль в победе русской армии и падении крепости Анапа, сыграл выдающийся российский флотоводец адмирал Лазарь Маркович Серебряков (Казар Маркосович Арцатагорцян, 1792—1862).Тогда ещё молодой морской офицер со своим батальоном первым прорвал оборону турецкой крепости и ворвался в неё. Серебряков захватил 29 турецких знамён и ключ от этой крепости, о чём лично доложил Николаю I. 12 июня 1828 года крепость Анапа капитулировала. По Андрианопольскому трактату 1829 года Анапа была присоединена к России. В дальнейшем адмирал Серебряков построил в районе Анапы ряд военных укреплений. Указом царя Николая I от 15 декабря 1846 года крепость Анапа получила статус города.
Начиная с этого момента Анапа становится одним из центров колонизации амшенских армян, которых руководство Османской Империи начиная с XVI века пыталась обратить в ислам. Наиболее крупные волны армянской миграции в Анапу произошли между 1866—1920 годами. В 1942 году Анапа была оккупирована немецко-фашистскими и румынскими захватчиками. Оккупация продолжалась год. Большой вклад в планирование операции по освобождению Анапы внёс прославленный адмирал Иван Степанович Исаков (Ованес Исаакян), получивший в районе Туапсе тяжёлое ранение.
Количество армян в городе увеличилось после 1991 года.
В Анапе находится несколько армянских сёл, самый крупный из которых — Гай-Кодзор, в 9 км к юго-востоку от центра. В нём действует большая армянская церковь, также в селе действует Армянский культурный центр «Арин Берд», Армянская часовня и т. д.
Село было образовано довольно поздно, уже в советский период,
в 1927 г. До этого примерно с 1880-90-х г. армяне — переселенцы из Трапезунда и окрестностей (Турция) уже проживали на данной территории чересполосно с русскими в различных мелких хуторах: Галкина Щель (на месте нынешнего Гайкадзора), Катламыш и др. Особенно многочисленная волна трапезундских армян переселилась сюда после геноцида 1915 г. развязанного младотурецкими властями. Многие армянские семьи переехали в Гайкадзор из соседних трапе зундских хуторов, например, из Шибика Крымского района.
Начиная с 1930-х г. этнический состав села меняется, сюда запланированно переселяют русские семьи. Позже, уже в послевоенный период, к трапезундским армянам присоединяются эрзерумские, карсские и др. из ряда районов Грузии (Ахалкалакского, Ахалцихского, Богдановского).
http://history.kubsu.ru/pdf/ar_ata.pdf

## Церкви и храмы Армянской апостольской церкви
На 2007 год в крае действовало не менее 15 армянских церквей и часовен.
- Армянская Церковь Сурб Геворг, Апшеронск.
- Церковь Пресвятой Богородицы, Армавир[12] (начало строительства — 1843 год, освящение — 1861 год[13])
- Георгиевская церковь, Армавир
- Собор Святого Саркиса, Адлер, Сочи
- Церковь Святого Креста, Сочи
- Церковь Святого Сергия, Сочи
- Храм Святого Ованесса[14], Лоо, Сочи
- Церковь Святого Иоанна Евангелиста, Краснодар
- Церковь Святого Саака и Святого Месропа (поселок Пашковский).
- Храм Святого Успения[15], Тенгинка (современный храм построен в 2003 году)
- Полуразрушенная старая церковь, Тенгинка
- Церковь Святого Сергия[16], Славянск-на-Кубани
- Армянская Апостольская Церковь Сурб Эчмиадзин, с. Шаумян.
- Армянская церковь г. Новороссийск
- Армянская часовня с. Гайкодзор
- Церковь Сурб Саргис в с. Гайкодзор
- Храм Всех Святых, ст. Отрадная

## Герои Советского Союза
Ниже представлен неполный список этнических армян Краснодарского края, удостоенных звания Героя Советского Союза.
- Манукян Акоп Балабекович — помощник командира 402-го Севастопольского истребительного авиационного полка по воздушно-стрелковой службе 265-й Мелитопольской истребительной авиационной дивизии 3-го истребительного авиационного корпуса 16-й воздушной армии 1-го Белорусского фронта, капитан.

- Мелетян Арутюн Рубенович — командир взвода мотострелкового батальона 11-й гвардейской механизированной бригады 6-го гвардейского механизированного корпуса 4-й танковой армии 1-го Украинского фронта, гвардии младший лейтенант.

- Мелконян (Мелконьян) Андрей Хачикович — командир отделения 11-го гвардейского сапёрного батальона (15-я гвардейская Харьковская ордена Ленина Краснознамённая ордена Суворова 2-й степени стрелковая дивизия, 57-й стрелковый корпус, 37-я армия, 3-й Украинский фронт), гвардии старший сержант.

- Мурадян Андраник Акопович — командир стрелковой роты 177-го стрелкового полка 236-й стрелковой дивизии 46-й армии Степного фронта, лейтенант.

- Нагулян (Нагульян) Мартирос Карапетович — командир звена 593-го штурмового авиационного полка 332-й штурмовой авиационной дивизии 4-й воздушной армии 2-го Белорусского фронта, лейтенант.

- Сноплян Амаяк Артынович — командир отделения 77-го гвардейского стрелкового полка (26-я гвардейская Восточно-Сибирская Городокская Краснознамённая стрелковая дивизия, 8-й гвардейский стрелковый корпус, 11-я гвардейская армия, 3-й Белорусский фронт), гвардии старшина.

- Тамбиев Владимир Григорьевич — командир отделения взвода разведки 646-го стрелкового полка (152-я стрелковая дивизия, 46-я армия, Юго-Западный фронт), сержант.

- Шалжиян Михаил Михайлович — командир отделения 22-й гвардейской мотострелковой бригады (6-й гвардейский танковый корпус, 3-я гвардейская танковая армия, 1-й Украинский фронт), гвардии сержант.

- Саркисов Фёдор Исаевич — партийный организатор стрелкового батальона 366-го стрелкового полка 126-й стрелковой дивизии 51-й армии 4-го Украинского фронта, лейтенант.

- Языджан Давид Мисакович  — командир танка-тральщика 92-го инженерно-танкового Свирского полка 5-й ударной армии 1-го Белорусского фронта, младший лейтенант.

## Спортсмены
Ниже представлен список некоторых спортсменов — представителей армянской общины Краснодарского края.
1. Григорий Мкртычевич Мкртычан (Мкртчян) — советский хоккеист и тренер, один из основоположников советской хоккейной вратарской школы.
2. Никита Павлович (Мкртич Погосович) Симонян — советский футболист, тренер; футбольный функционер.
3. Геннадий Карпович Казаджиев  — советский и российский акробат, тренер.
4. Григорий Филиппович Кусикьянц  — советский тренер по боксу.
5. Абрам Христофорович Дангулов — советский футболист, тренер.
6. Рудольф Мкртычевич Бабоян — советский самбист и дзюдоист.
7. Ашот Юрьевич Маркарьян — самбист и дзюдоист.
8. Эдуард Славикович Кургинян — российский самбист и дзюдоист.
9. Давид Гагикович Оганисян — российский самбист и дзюдоист.
10. Степан Маилович Марянян — российский борец греко-римского стиля.
11. Павел Алексеевич Сукосян — российский гандболист.
12. Вреж Гургенович Киркоров — советский боксёр, тренер.
13. Сергей Аликович Аракелов — советский тяжелоатлет.
14. Арсен Пениаминович Ханджян — российский самбист и дзюдоист.
15. Арсен Жораевич Галстян — российский дзюдоист.

## Фотогалерея

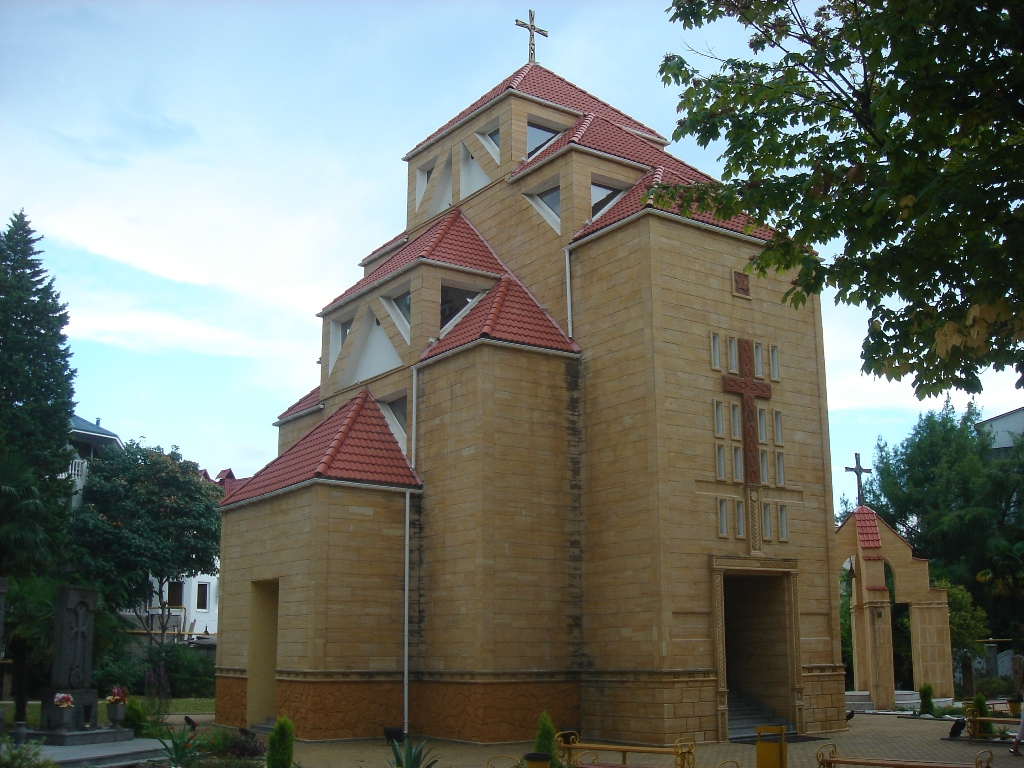
Собор Святого Сергия в Сочи
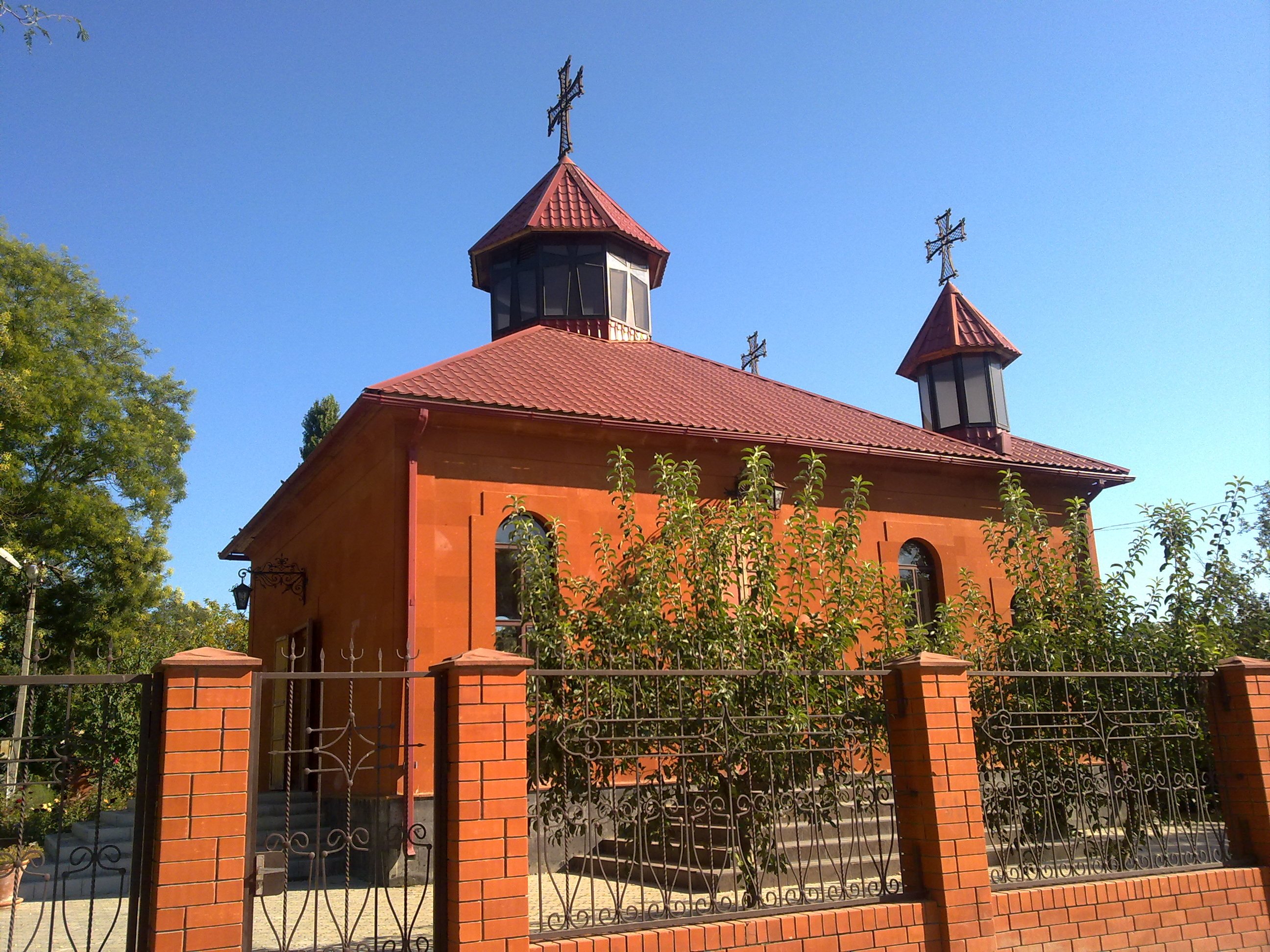
Церковь Святого Сергия в Славянске-на-Кубани
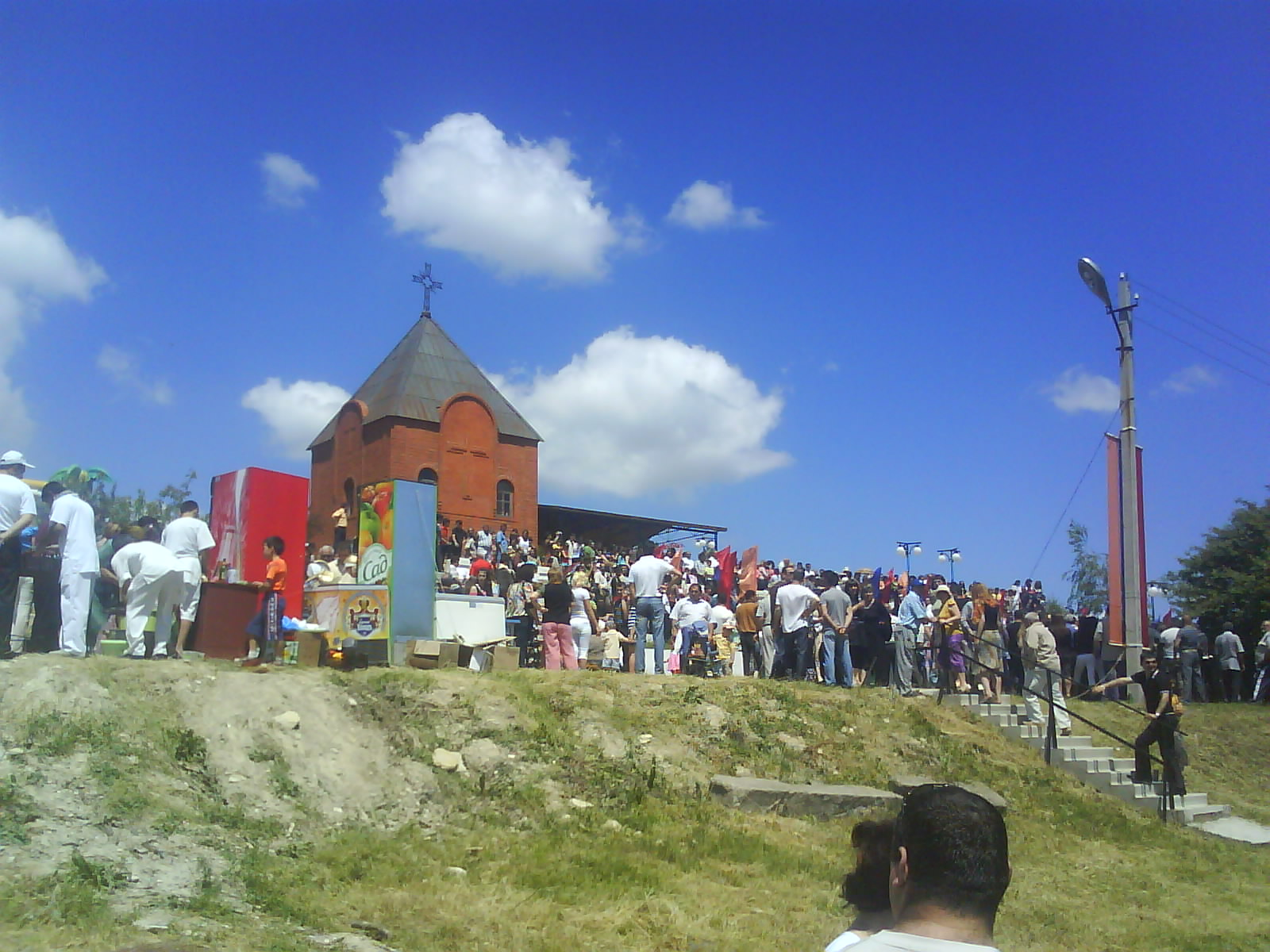
Праздник Хачкара возле церкви Сурб Саргис в Гайкодзоре
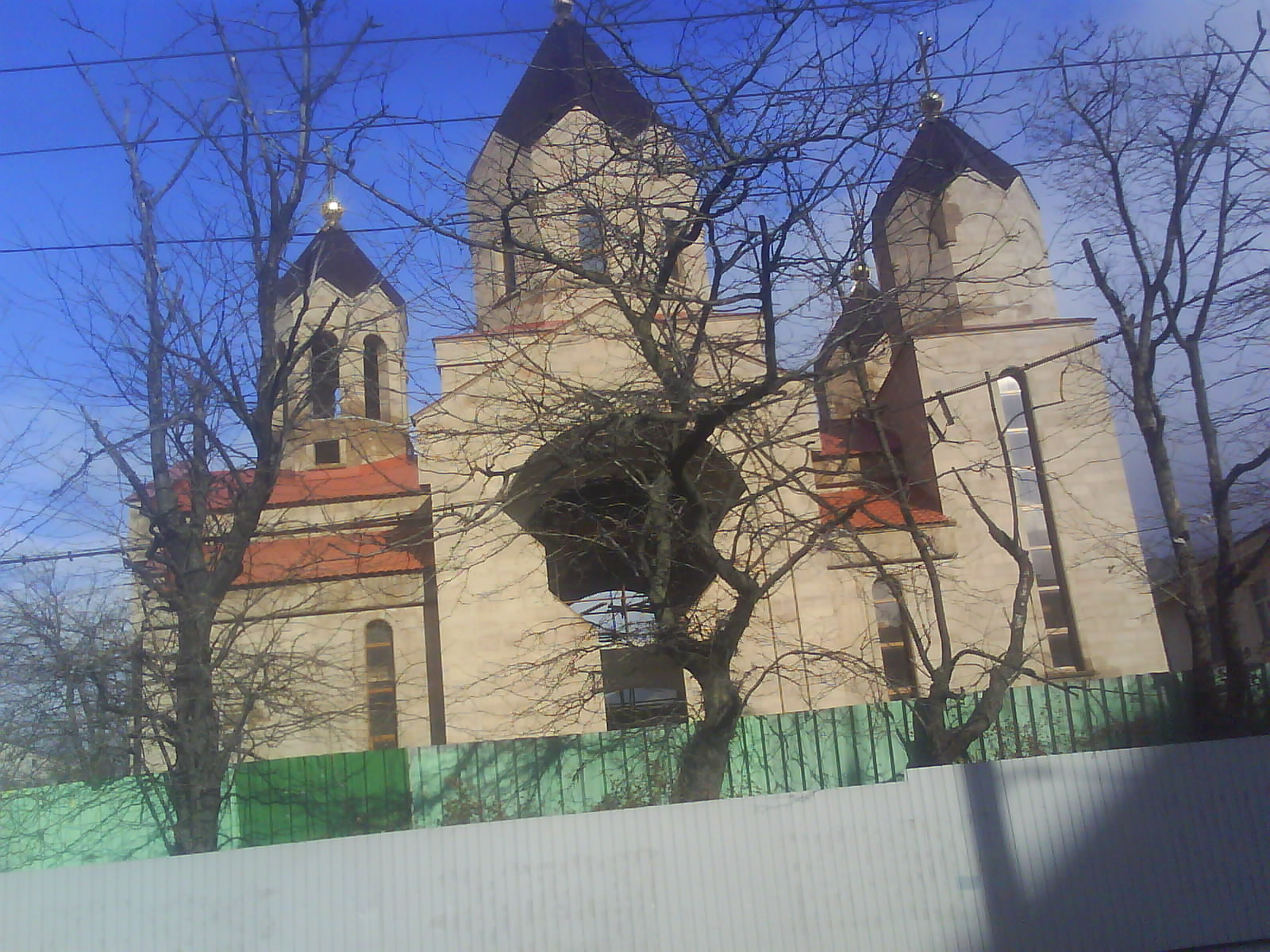
Армянская церковь Новороссийска (строится)
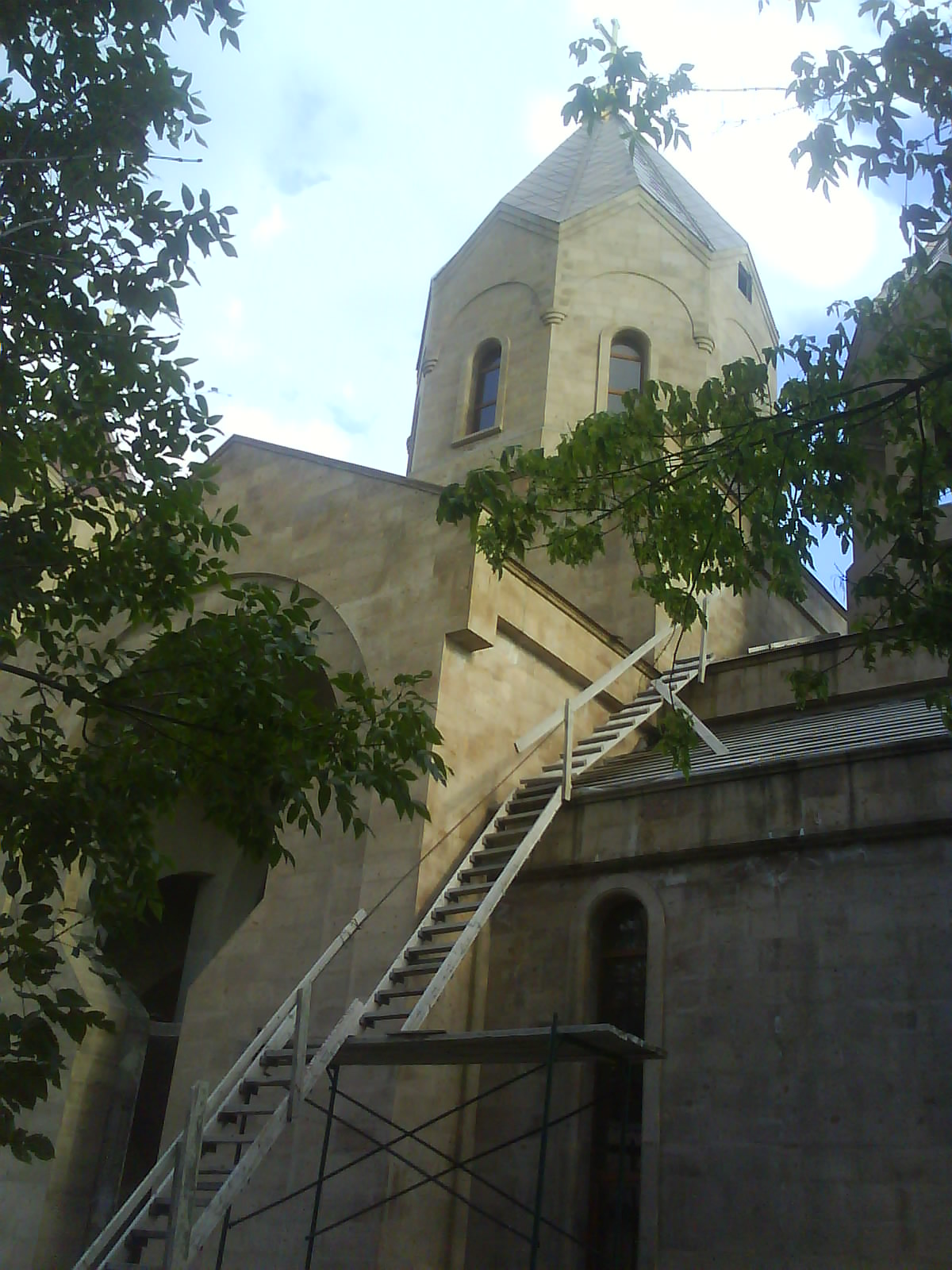
Армянская церковь Новороссийска (строится)